# Stormvloed van 1374
De stormvloed van 1374 was een van de vele stormvloeden die vooral Zuidwest Nederland trof.
Als gevolg van deze stormvloed breidt de Braakman zich verder uit. Ook Walcheren, Borsele, Voorne, Westvoorne en Goeree worden getroffen.
Verder richt de stormvloed ook schade aan in de Zwijndrechtse Waard, de Riederwaard, en de Groote of Hollandsche Waard.
838 · 1014 · 1042 · 1134 · 1163 · 1164 · 1170 · 1196 · 1212 · 1214 · 1219 · 1220 · 1221 · 1248/1249 · 1277 · 1280 · 1282 · 1287 · 1288 (I) · 1288 (II) · 1322 · 1334 · 1362 · 1374 · 1375 · 1377 · 1404 · 1421 · 1424 · 1468 · 1477 · 1509 · 1514 · 1530 · 1532 · 1552 · 1566 · 1570 · 1610 · 1643 · 1651 · 1675 · 1682 · 1686 · 1703 · 1717 · 1726 · 1741 · 1775 · 1776 · 1784 · 1799 · 1808 · 1809 · 1820 · 1825 · 1855 · 1861 (I) · 1861 (II) · 1877 · 1906 · 1916 · 1926 · 1953 · 1962 · 1993 · 1995 · 2006 · 2021